# Élections législatives bas-canadiennes de l'été 1820
Les élections législatives bas-canadiennes de l'été 1820 se sont déroulées du 6 juin 1820 au 25 juillet 1820 au Bas-Canada afin d'élire les députés de la 11e législature de la Chambre d'assemblée. 

## Chronologie
- 29 mai 1820 : Proclamation annonçant les élections générales.
- 6 juin 1820 : Émission des brefs.
- 25 juillet 1820 : Retour des brefs.
- 14 décembre 1820 : Ouverture de la 1re session de la 11e législature par le gouverneur George Ramsay.

## Résultats
| Canadiens | Bureaucrates | Non affiliés |
| 35 sièges | 9 sièges     | 6 sièges     |

### Résultats par district électoral
- Bedford : John Jones
- Buckingham n° 1 : Jean-Baptiste Proulx
- Buckingham n° 2 : Louis Bourdages
- Cornwallis n° 1 : Jean-Baptiste Taché
- Cornwallis n° 2 : Joseph Robitaille
- Devon n° 1 : Jean-Baptiste Fortin
- Devon n° 2 : François Fournier
- Dorchester n° 1 : John Davidson
- Dorchester n° 2 : Louis Lagueux
- Effingham n° 1 : Jacob Oldham
- Effingham n° 2 : François Tassé
- Gaspé : Jean-Thomas Taschereau
- Hampshire n° 1 : Charles Langevin
- Hampshire n° 2 : François Huot
- Hertford n° 1 : François Blanchet
- Hertford n° 2 : François-Xavier Paré
- Huntingdon n° 1 : Michael O'Sullivan
- Huntingdon n° 2 : Austin Cuvillier
- Kent n° 1 : Frédéric-Auguste Quesnel
- Kent n° 2 : Denis-Benjamin Viger
- Leinster n° 1 : Jacques Trullier dit Lacombe
- Leinster n° 2 : Michel Prévost
- Comté de Montréal n° 1 : Joseph Valois
- Comté de Montréal n° 2 : Joseph Perrault
- Montréal-Est n° 1 : Hugues Heney
- Montréal-Est n° 2 : Thomas Thain
- Montréal-Ouest n° 1 : Louis-Joseph Papineau
- Montréal-Ouest n° 2 : George Garden
- Northumberland n° 1 : Étienne-Claude Lagueux
- Northumberland n° 2 : Philippe Panet
- Orléans : François Quirouet
- Comté de Québec n° 1 : Louis Gauvreau
- Comté de Québec n° 2 : John Neilson
- Basse-ville de Québec n° 1 : Jean Bélanger
- Basse-ville de Québec n° 2 : James McCallum
- Haute-ville de Québec n° 1 : Andrew Stuart
- Haute-ville de Québec n° 2 : Joseph-Rémi Vallières
- Richelieu n° 1 : François Saint-Onge
- Richelieu n° 2  : Jean Dessaulles
- Saint-Maurice n° 1 : Pierre Bureau
- Saint-Maurice n° 2 : Louis Picotte
- Surrey n° 1 : Pierre Amiot
- Surrey n° 2 : Étienne Duchesnois
- Trois-Rivières n° 1 : Charles Richard Ogden
- Trois-Rivières n° 2 : Joseph Badeaux
- Warwick n° 1 : Alexis Mousseau
- Warwick n° 2 : Jacques Deligny
- William-Henry : Robert Jones
- York n° 1 : Nicolas-Eustache Lambert Dumont
- York n° 2 : Augustin Perrault

## Sources
- Section historique du site de l'Assemblée nationale du Québec